# Jus inter gentes
Jus inter gentes betegner den samlede mængde af transnational og international lovgivning, traktater, FN–konventioner mm. Det har udviklet sig fra  romersretten til et vigtig element i moderne folkeret.